# Theo McFarland
Pour les articles homonymes, voir McFarland.
Pas d'image ? Cliquez ici

a Compétitions nationales et continentales officielles uniquement.

b Matchs officiels uniquement.
Dernière mise à jour le 6 août 2023.
Theo McFarland, né le 16 octobre 1995 aux Samoa, est un joueur de rugby à XV international samoan évoluant aux postes de deuxième ligne et de troisième ligne aile. Il évolue avec le club anglais des Saracens en Premiership depuis 2021.
Il a également joué au basket-ball à haut niveau entre 2018 et 2019, représentant l'équipe des Samoa.

## Carrière

### Début de carrière entre basket-ball et rugby
Theo McFarland est originaire du village de Moamoa dans la banlieue d'Apia. Lors de son enfance, il pratique le basket-ball. Il ne joue au rugby à XV qu'à partir de son entrée au lycée, au Pesega Church College.
Il joue ensuite au rugby pour le club de son village, le Moamoa Rugby Club dans le championnat amateur local.
En 2016, il part jouer en Australie avec le club du Moorabbin RC en Dewar Shield. Il joue deux saisons avec cette équipe amateure, avant de rentrer aux Samoa à la fin de l'année 2017,.
De retour dans son pays natal, il rejoue pour Moamoa, et représente également les Savai’i Vikings, avec lesquels il dispute le championnat provincial samoan (Super 9) en 2018 et 2019,.
Entre 2018 et 2019, il joue également au basket-ball, où il performe au point de se faire sélectionner avec l'équipe des Samoa de cette discipline. Avec cette sélection, il participe à l'édition 2018 (en) du Tournoi polynésien, que son équipe termine à une place de finaliste, après une défaite en finale face à Tahiti. Auteur de bonnes performances, il est considéré comme l'un de meilleurs joueurs de la compétition, et fait partie du cinq majeur du tournoi,.
L'année suivante, il participe avec son équipe à l'épreuve de basket-ball (en) des Jeux du Pacifique de 2019,. McFarland s'illustre surtout avec l'équipe de basket 3×3, avec qui il remporte la médaille de bronze,.
Il s'éloigne ensuite du basket pour se reconsacrer au rugby à partir de 2020, et rejoint la franchise samoane des Manuma Samoa (en) disputant le Global Rapid Rugby. Il est titulaire au poste de deuxième ligne lors du premier match de la saison face aux South China Tigers (en),. Il s'agit cependant de l'unique match qu'il dispute cette année, puisque la saison est immédiatement interrompue à cause de la pandémie de Covid-19. Après l'annulation de la compétition, il reste bloqué en Nouvelle-Zélande avec son équipe pendant une centaine de jours à cause des mesures de confinement dans ce pays et aux Samoa.
Toujours en 2020, il signe un contrat avec la franchise américaine des Jackals de Dallas en Major League Rugby,. Cependant, la franchise de Dallas repousse son engagement dans le championnat à cause de la pandémie, et McFarland décide de rentrer aux Samoa.
Une nouvelle fois de retour sur son île natale, il est sélectionné avec l'équipe des Samoa de rugby à sept dans le but de préparer le tournoi de qualification olympique de Monaco. Au bout de quelques mois, il décide finalement de se concentrer sur sa carrière à XV, et quitte l'équipe.

### Émergence au plus haut niveau
En mai 2021, Theo McFarland est appelé à jouer pour la première fois avec l'équipe des Samoa par le nouveau sélectionneur Seilala Mapusua,. Il joue son premier match en sélection face aux Māori All Blacks le 26 juin 2021,. Il connaît sa première sélection officielle avec les Manu Samoa le 10 juillet suivant, à l'occasion d'un match face aux Tonga, faisant partie d'une double confrontation qualificative pour la prochaine Coupe du monde. Les Samoans parviennent finalement à se qualifier, après l'avoir emporté largement lors des deux matchs.
Repéré après ses débuts en sélection, McFarland signe un contrat d'une saison avec le club anglais des Saracens, qui viennent d'assurer leur retour en Premiership pour la saison 2021-2022,. Ce recrutement fait suite à la volonté de compenser les départs de George Kruis et Will Skelton, ayant quittés le club londonien un an auparavant lors de la rétrogradation administrative.
Il fait ses premiers pas sous ses nouvelles couleurs lors d'un match amical face à l'Ulster, puis joue avec les Saracens Storm (équipe réserve) face à Bedford,. Il joue son premier match officiel le 31 octobre, face aux Harlequins. Après plusieurs performances encourageantes, il prolonge son contrat avec les Saracens sur le long terme en janvier 2022.
En juin 2022, il participe avec les Samoa à la Coupe des nations du Pacifique. Il dispute les trois matchs de la compétition, qui est remportée par son équipe,.
À la fin du mois de décembre 2022, il se blesse gravement au genou avec les Saracens, mettant un terme à sa saison.

## Palmarès

### En basket-ball
- Finaliste du Tournoi polynésien en 2018.
- Médaille de bronze en basket 3×3 des Jeux du Pacifique de 2019.

### En rugby à XV
- Vainqueur de la Coupe des nations du Pacifique en 2022.

## Statistiques en équipe nationale
- 17 sélections depuis 2021[2].
- 10 points (2 essais).